# Conferticium karstenii
Conferticium karstenii är en svampart som först beskrevs av Bourdot & Galzin, och fick sitt nu gällande namn av Hallenb. 1980. Conferticium karstenii ingår i släktet Conferticium och familjen Stereaceae.   Inga underarter finns listade i Catalogue of Life.